# Richard Christy
Pour les articles homonymes, voir Christy.
Richard Christy est un batteur américain.
Il a joué dans de nombreux groupes comme Iced Earth, Demons & Wizards et Burning Inside. Cependant il s'est fait connaître pour les albums de Death et Control Denied sur lesquels il a joué.
Après avoir été recruté par Chuck Schuldiner, le leader de Death, ils enregistrent l'album The Sound Of Perseverance en 1998 où Christy révèle des parties rythmiques très inspirées, à la fois brutales et très structurées.
Marchant dans les pas de Gene Hoglan et Sean Reinert, il a une technique impressionnante à la double pédale, tout en gardant un groove et une maîtrise hors du commun (signatures torturées, roulements à outrance, ...)
Richard Christy joue sur une batterie DDRum, des cymbales SABIAN (modèles AAX et B8 PRO) et avec des baguettes Vater.

## Sources
- Best-drummer.com: Richard Christy